# Jón Daði Böðvarsson
Jón Daði Böðvarsson (Selfoss, 25 de mayo de 1992) es un futbolista islandés que juega en la demarcación de delantero para el UMF Selfoss de la 1. deild karla.

## Biografía
Debutó como futbolista en 2008 con el UMF Selfoss en un partido de la Copa de Islandia. El año siguiente ganó la 1. deild karla, ascendiendo así a la máxima categoría del fútbol islandés. Aunque volvió a descender en 2010, en 2011 quedó segundo en liga, ascendiendo de nuevo a la primera división. En 2012, tras volver a descender, dejó el club para fichar por el Viking Stavanger FK noruego, jugando en la Tippeligaen. El 4 de enero de 2016 fichó en el mercado invernal por el 1. FC Kaiserslautern alemán.

## Selección nacional
Debutó con la selección de fútbol de Islandia el 14 de noviembre de 2012 contra Andorra en un partido amistoso que acabó con un resultado de 0-2 a favor del combinado islandés. Además, fue elegido por el seleccionador Heimir Hallgrímsson para disputar la clasificación para la Eurocopa 2016, donde marcó su primer gol para la selección.

### Goles internacionales
| # | Fecha                   | Estadio                                                | Oponente | Gol | Resultado | Competición                         |
| - | ----------------------- | ------------------------------------------------------ | -------- | --- | --------- | ----------------------------------- |
| 1 | 9 de septiembre de 2014 | Laugardalsvöllur, Reikiavik, Islandia                  | Turquía  | 1–0 | 3–0       | Clasificación para la Eurocopa 2016 |
| 2 | 22 de junio de 2016     | Stade de France, Saint-Denis, Francia                  | Austria  | 2–1 | 2–1       | Eurocopa 2016                       |
| 3 | 7 de septiembre de 2019 | Laugardalsvöllur, Reikiavik, Islandia                  | Moldavia | 3–0 | 3–0       | Clasificación para la Eurocopa 2020 |
| 4 | 12 de enero de 2022     | Titanic Deluxe Belek Football Center, Antalya, Turquía | Uganda   | 1–0 | 1–1       | Amistoso                            |

## Clubes
| Temporada | Club                 | División      | Liga     | Liga  | Copa     | Copa  | Total    | Total |
| Temporada | Club                 | División      | Partidos | Goles | Partidos | Goles | Partidos | Goles |
| --------- | -------------------- | ------------- | -------- | ----- | -------- | ----- | -------- | ----- |
| 2008      | Selfoss              | 1.deild       | 0        | 0     | 1        | 0     | 1        | 0     |
| 2009      | Selfoss              | 1.deild       | 16       | 1     | 7        | 0     | 23       | 1     |
| 2010      | Selfoss              | Úrvalsdeild   | 21       | 3     | 8        | 2     | 29       | 5     |
| 2011      | Selfoss              | 1.deild       | 21       | 7     | 2        | 0     | 23       | 7     |
| 2012      | Selfoss              | Úrvalsdeild   | 22       | 7     | 10       | 1     | 32       | 8     |
| Total     | Total                | Total         | 80       | 18    | 28       | 3     | 108      | 21    |
| 2013      | Viking               | Tippeligaen   | 23       | 1     | 2        | 1     | 25       | 2     |
| 2014      | Viking               | Tippeligaen   | 29       | 5     | 3        | 1     | 32       | 6     |
| 2015      | Viking               | Tippeligaen   | 29       | 9     | 6        | 6     | 35       | 15    |
| Total     | Total                | Total         | 81       | 15    | 11       | 8     | 92       | 23    |
| 2016      | 1. FC Kaiserslautern | 2. Bundesliga | 15       | 2     | 0        | 0     | 15       | 2     |
| Total     | Total                | Total         | 176      | 35    | 39       | 11    | 215      | 46    |

## Palmarés

### Campeonatos nacionales
| Título         | Club                   | País       | Año  |
| -------------- | ---------------------- | ---------- | ---- |
| 1. deild karla | UMF Selfoss            | Islandia   | 2009 |
| EFL Trophy     | Bolton Wanderers F. C. | Inglaterra | 2023 |